# Maratón de Düsseldorf
El maratón de Düsseldorf es una carrera de maratón anual en Düsseldorf, Alemania a principios de mayo.
Organizado por Jan-Henning Winschermann (vía rhein-marathon düsseldorf e.V.), la carrera se celebró por primera vez en 2003.
El curso atraviesa partes de la ciudad y junto a las orillas del Rin. Es un formato de doble lazo y la ruta es generalmente plana.  Casi 3000 corredores completaron el curso en la carrera celebrada en 2010. El día de la carrera también incluye otros eventos, tales como un relais de la carretera maratón y más de 10.000 personas participan en una base anual. Unos 14.000 corredores participaron en 2011.
La carrera tiene el estatus de Etiqueta de bronce de la IAAF, es miembro de la Asociación de Maratones Internacionales y Carreras de Distancia (AIMS) y también del grupo de Razas de Caminos Alemanas. Es patrocinado por Metro Group, un gran minorista internacional con sede en la misma ciudad.
El récord de los hombres se estableció en la carrera de 2013, cuando Dereje Debele ganó con un tiempo de 2:07:48 horas, , mientras que el récord de la pista de las mujeres fue fijado por Agnes Jeruto Barsosio en 2012, con un tiempo de 2:25:49. Kenia ha sido la nacionalidad más exitosa en la carrera masculina. La raza femenina ha visto principalmente alemanes subir al podio.

## Ganadores
| Edición | Año  | El ganador de los hombres                               | Tiempo (h:m:s) | El ganador de las mujeres                            | Tiempo (h:m:s) |
| ------- | ---- | ------------------------------------------------------- | -------------- | ---------------------------------------------------- | -------------- |
| 1.º     | 2003 | Gideon Koech (KEN )                                     | 2:20:45        | Joyce Kandie (KEN)Joyce Kandie Kenia                 | 2:55:44        |
| 2.º     | 2004 | Carsten Eich (GER)Carsten Eich Alemania                 | 2:14:06        | Dorota Ustianowska (POL)Dorota Ustianowska Polonia   | 2:39:41        |
| 3.º     | 2005 | Alan Wendell Silva (SUJETADOR)Alan Wendell Silva Brasil | 2:17:19        | Luminita Zaituc (GER)Luminita Zaituc Alemania        | 2:26:44        |
| 4.º     | 2006 | Julius Rop (KEN)Julius Rop Kenia                        | 2:15:56        | Luminita Zaituc (GER)Luminita Zaituc Alemania        | 2:34:53        |
| 5.º     | 2007 | Bellor Yator (KEN)Bellor Yator Kenia                    | 2:09:47        | Luminita Zaituc (GER)Luminita Zaituc Alemania        | 2:29:37        |
| 6.º     | 2008 | Yaser Mansour (QAT)Yaser Mansour Catar                  | 2:11:15        | Melanie Kraus (GER)Melanie Kraus Alemania            | 2:33:36        |
| 7.º     | 2009 | David Langat (KEN)David Langat Kenia                    | 2:10:46        | Susanne Hahn (GER)Susanne Hahn Alemania              | 2:29:26        |
| 8.º     | 2010 | Iaroslav Mușinschi (MDA)Iaroslav Mușinschi Moldavia     | 2:08:32 (NR)   | Natalya Volgina (RUS)Natalya Volgina Rusia           | 2:30:47        |
| 9.º     | 2011 | Nahashon Kimaiyo (KEN)Nahashon Kimaiyo Kenia            | 2:10:54        | Merima Mohammed (ETH)Merima Mohammed Etiopía         | 2:28:15        |
| 10.º    | 2012 | Seboka Dibaba (ETH)Seboka Dibaba Etiopía                | 2:08:27        | Agnes Barsosio (KEN)Agnes Barsosio Kenia             | 2:25:49        |
| 11.º    | 2013 | Dereje Debele (ETH)Dereje Debele Etiopía                | 2:07:48        | Melkam Gizaw (ETH)Melkam Gizaw Etiopía               | 2:26:24        |
| 12.º    | 2014 | Gilbert Yegon (KEN)Gilbert Yegon Kenia                  | 2:08:07        | Annie Bersagel (EE.UU.)Annie Bersagel Estados Unidos | 2:28:59        |
| 13.º    | 2015 | Marius Ionescu (ROM)Marius Ionescu Rumania              | 2:13:19        | Annie Bersagel (EE.UU.)Annie Bersagel Estados Unidos | 2:28:28        |
| 14.º    | 2016 | Japhet Kosgei (KENJaphet Kosgei Kenia                   | 2:10:46        | Zsófia Erdélyi (HUN)Zsófia Erdélyi Hungría           | 2:35:37        |
| 15.º    | 2017 | Robert Chemonges Uganda                                 | 2:10:30        | Doroteia Peixoto Portugal                            | 2:31:56        |
| 16.º    | 2018 | Gilbert YegonKEN                                        | 2:13:55        | Volha MazuronakBLR                                   | 2:25:25        |
| 17.º    | 2019 | Tom GröschelGER                                         | 2:13:49        | Anja ScherlGER                                       | 2:32:56        |